# Ägidiuskirche (Großheppach)

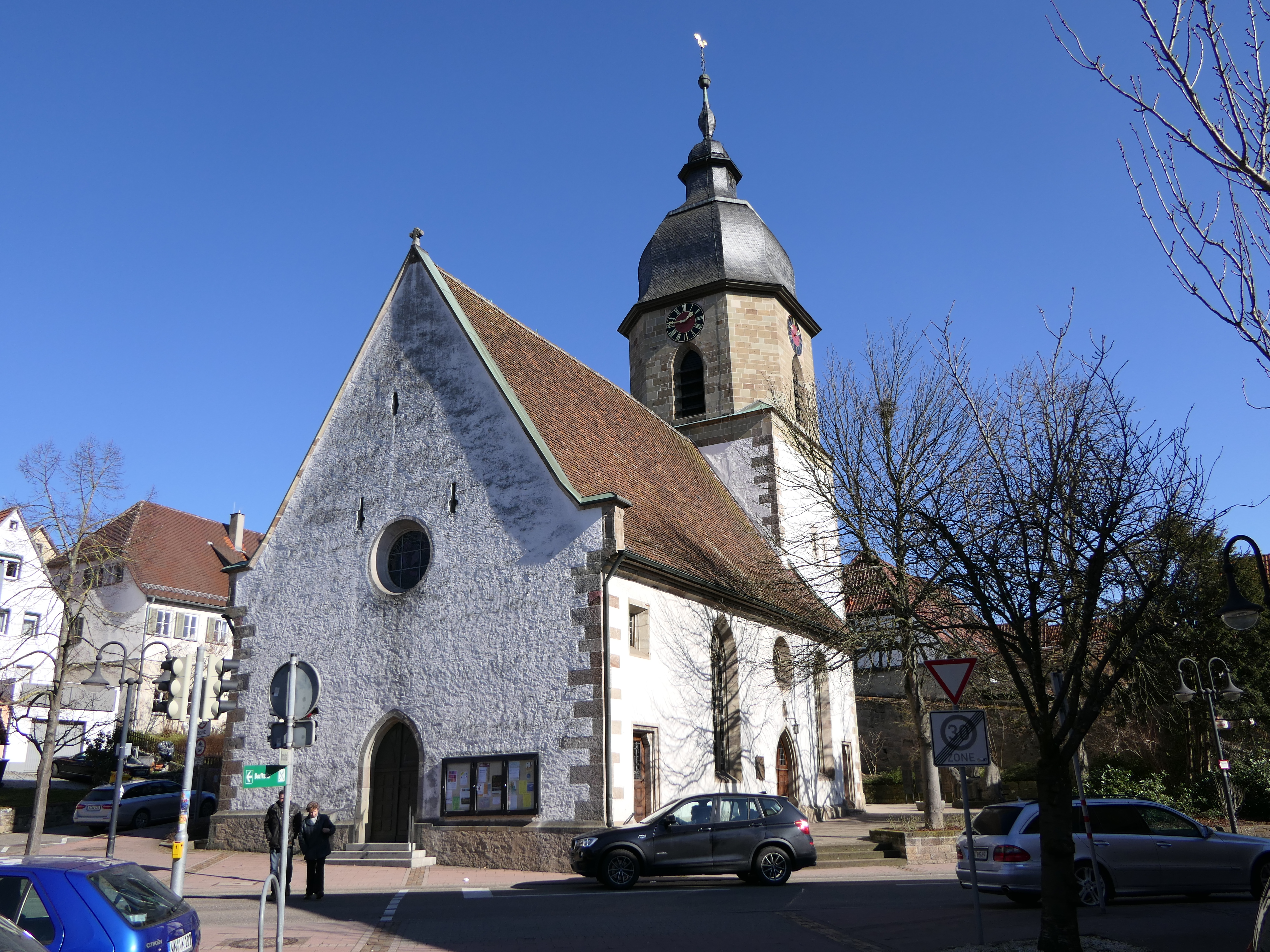
Ägidiuskirche in Großheppach

Die evangelische Ägidiuskirche steht in Großheppach, einem Stadtteil von Weinstadt im Rems-Murr-Kreis in Baden-Württemberg. Das Bauwerk ist beim Landesamt für Denkmalpflege Baden-Württemberg als Baudenkmal eingetragen. Die Kirchengemeinde gehört zum Kirchenbezirk Waiblingen der Evangelischen Landeskirche in Württemberg.

## Beschreibung
Der älteste Teil der Saalkirche ist der um 1300 gebaute Chorturm im Osten des 1488 erneuerten Langhauses, an dessen Nordwand 1491 die Sakristei angebaut wurde. Der Chorturm wurde 1769  mit einem achteckigen Geschoss aus Quadermauerwerk aufgestockt, das die Turmuhr und den Glockenstuhl für die drei Kirchenglocken beherbergt. Den Turmabschluss bildet eine schiefergedeckte, von einer Laterne bekrönte Zwiebelhaube.
Die heutige Orgel wurde 1966 von Fritz Weigle gebaut.